# Estnisk grammatik
Estnisk grammatik beskriver grammatiken i estniskan.

## Substantiv
Ändelser som listas här nedanför bildas från:
- singular genitiv: singular kasus förutom nominativ och partitiv, plural nominativ.
- singular partitiv: plural genitiv.
- plural genitiv: plural kasus förutom nominativ och partitiv.

Singular nominativ, genitiv, partitiv är inte förutsägbara och måste tas efter vokabulären (gradering kan även tillkomma).
Singular genitiv slutar alltid på vokal, då det bildas från en stam som slutar med konsonant, kan det ta följande ändelser; -a, -e, -i, -o, -u.
Singular partitiv kan ta följande ändelser; -d, -t, -a, -e, -i, -u.
Plural partitiv böjs antingen ur singular genitiv eller singular partitiv och kan då ta olika ändelser:
- -id: enstaviga med aa, ee, õõ, uu, öö, ää, tvåstaviga ord med lång vokal eller som slutar med -em, -en, -el, -er, -ar, -ur, -e, -ne, -s eller singular genitiv med en eller tre stavelser; trestaviga ord som slutar på -ne, -s,
- -sid: enstaviga ord med ii, üü eller en diftong, tvåstaviga ord med kort vokal, trestaviga ord som slutar på -um, -on, -er, -ar, -är, -ov, -nna,
- -e: ord som slutar i singular partitiv på -i, -u, -j, eller singular partitiv som slutar på -a om föregående stavning är -u,
- -i: ord som slutar i singular partitiv på -e, eller om singular partitivet slutar på konsonant fast med -e i singular genitiv, eller om singular partitiv slutar med -a och föregående stavning innehåller e, o, ä, ö, ü eller en diftong som har en av dessa vokalljuden som första ljud med undantag för ei, ä,
- -u: ord som slutar i singular partitiv på -a med a, i, õ eller diftongerna ei, äi som föregående stavelser.

Singular illativ har en kort form i vissa ord. Det kan ta följande ändelser; -de, -he, -hu, -a, -e, -i, -u. Om ordet slutar på vokal är det samma vokal som i singular genitiv av det givna ordet, men vokalen (om den redan är lång eller en diftong) eller dess föregående konsonant (om vokalen är kort och konsonanten antingen är kort eller lång) förlängs den till den tredje graden och därmed blir alltför lång. Om illativ slutar med -sesse är då kortformen -sse.
Plural illativ, inessiv, elativ, allativ, adessiv, ablativ, translativ har en kort form i vissa ord. Om plural partitiv slutar med -id är denna stammen utan -d (istället för plural genitiv med -de-); om det slutar med en vokal så är det den korta formen som är huvudformen och om det slutar med -sid kan inte den korta formen bildas.
Tonvikt: substantiv + -gi (efter en slutligen tonande konsonant eller vokal) / -ki (efter en slutligen tonlös konsonant).
Nya substantiv kan bli härledda från befintliga substantiv, adjektiv och verb som använder -ja (agent av -ma infinitiv), -mine (gerundium av -ma infinitiv), -la, -nna, -tar, -ur, -stik, -ndik, -nik, -ik, -k, -ng, -lane, -line, -kene, -ke, -e, -ndus, -dus, -us, -is, -kond, -nd, -istu, -u.

## Pronomen
- personliga (nominativ, genitiv, partitiv - singular/plural): m(in)a, m(in)u, mind/m(ei)e, m(ei)e, meid (jag), s(in)a, s(in)u, sind/t(ei)e, t(ei)e, teid (du), t(em)a, t(em)a, teda/n(em)ad, nende, neid (han/hon/den/det); reflexivt: ise, enese/enda, ennast/end/ise, eneste/endi, endid ((sig( själv)
- demonstrativa (nominativ, genitiv, partitiv - singular/plural): see, selle, seda/need, nende, neid (denna/detta, den/det där), too, tolle, toda/nood, nonde, noid (den/det där)
- interrogativa (nominativ, genitiv, partitiv): kes, kelle, keda (vem), mis, mille, mida (vad), milline, millise, millist (vilken/vilket (av många)), kumb, kumma, kumba (vilken/vilket (av två))
- kvantitiva (nominativ, genitiv, partitiv): keegi, kellegi, kedagi (någon), miski, millegi, midagi (något), mõni, mõne, mõnda (viss/somliga), ükski, ühegi, ühtegi (en/någon/något)
- distributiva (nominativ, genitiv, partitiv): kõik, kõige, kõike (varje/var och en/vardera), kumbki, kummagi, kumbagi (varje/varenda)
- totalitetsbetecknande (nominativ, genitiv, partitiv): mõlemad, mõlema, mõlemat (båda/bägge)
- generaliserade (nominativ, genitiv, partitiv): mingi, mingi, mingit (vem/vad/vilken som helst)

| Deklinationer av substantiven | Deklinationer av substantiven | Deklinationer av substantiven | Deklinationer av substantiven | Deklinationer av substantiven | Deklinationer av substantiven | Deklinationer av substantiven | Deklinationer av substantiven | Deklinationer av substantiven | Deklinationer av substantiven | Deklinationer av substantiven | Deklinationer av substantiven | Deklinationer av substantiven | Deklinationer av substantiven | Deklinationer av substantiven | Deklinationer av substantiven |               |
|                               | Kasusändelser                 | Kasusändelser                 | Kasusändelser                 | Kasusändelser                 | Kasusändelser                 | Kasusändelser                 | Kasusändelser                 | Kasusändelser                 | Kasusändelser                 | Kasusändelser                 | Kasusändelser                 | Kasusändelser                 | Kasusändelser                 | Kasusändelser                 | Kasusändelser                 | Kasusändelser |
| Kasus                         | Nominativ                     | Genitiv                       | Partitiv                      | Illativ                       | Inessiv                       | Elativ                        | Allativ                       | Adessiv                       | Ablativ                       | Translativ                    | Terminativ                    | Essiv                         | Abessiv                       | Komitativ                     | Prolativ                      |               |
| ----------------------------- | ----------------------------- | ----------------------------- | ----------------------------- | ----------------------------- | ----------------------------- | ----------------------------- | ----------------------------- | ----------------------------- | ----------------------------- | ----------------------------- | ----------------------------- | ----------------------------- | ----------------------------- | ----------------------------- | ----------------------------- | ------------- |
| Singular                      | -                             | -                             | -                             | -sse                          | -s                            | -st                           | -le                           | -l                            | -lt                           | -ks                           | -ni                           | -na                           | -ta                           | -ga                           | -(i)tsi / -si                 |               |
| Plural                        | -d                            | -de / -te                     | -id / -sid / -e / -i / -u     | -sse                          | -s                            | -st                           | -le                           | -l                            | -lt                           | -ks                           | -ni                           | -na                           | -ta                           | -ga                           | -(i)tsa / -sa                 |               |

## Kasus
Estniskan har, likt alla andra finsk-ugriska språken, många kasus och är därför ett ganska svårt språk. I estniskan finns det 14/15 kasus:
| Nr   | Kasus      | Singular              | Singular                                      | Plural                    | Plural                                      |
| ---- | ---------- | --------------------- | --------------------------------------------- | ------------------------- | ------------------------------------------- |
|      |            | Exempel på estniska   | Exempel på svenska                            | Exempel på estniska       | Exempel på svenska                          |
| 1    | Nominativ  | ilus tüdruk           | en vacker tjej                                | ilusad tüdrukud           | vackra tjejer                               |
| 2    | Genitiv    | ilusa tüdruku         | en vacker tjejs; en vacker tjejs (som objekt) | ilusate tüdrukute         | vackra tjejers; vackra tjejers (som objekt) |
| 3    | Partitiv   | ilusat tüdrukut       | en vacker tjej (som ett partiellt objekt)     | ilusaid tüdrukuid         | vackra tjejer (som ett partiellt objekt)    |
| 4    | Illativ    | ilusasse tüdrukusse   | in i en vacker tjej                           | ilusatesse tüdrukutesse   | till vackra tjejer                          |
| 5    | Inessiv    | ilusas tüdrukus       | i en vacker tjej                              | ilusates tüdrukutes       | i vackra tjejer                             |
| 6    | Elativ     | ilusast tüdrukust     | ut ur/om en vacker tjej                       | ilusatest tüdrukutest     | ut ur/om vackra tjejer                      |
| 7    | Allativ    | ilusale tüdrukule     | åt en vacker tjej                             | ilusatele tüdrukutele     | åt vackra tjejer                            |
| 8    | Adessiv    | ilusal tüdrukul       | på en vacker tjej                             | ilusatel tüdrukutel       | på vackra tjejer                            |
| 9    | Ablativ    | ilusalt tüdrukult     | från en vacker tjej                           | ilusatelt tüdrukutelt     | från vackra tjejer                          |
| 10   | Translativ | ilusaks tüdrukuks     | såsom en vacker tjej                          | ilusateks tüdrukuteks     | såsom vackra tjejer                         |
| 11   | Terminativ | ilusa tüdrukuni       | fram till en vacker tjej                      | ilusate tüdrukuteni       | fram till vackra tjejer                     |
| 12   | Essiv      | ilusa tüdrukuna       | (använd) som en vacker tjej                   | ilusate tüdrukutena       | (använd) som vackra tjejer                  |
| 13   | Abessiv    | ilusa tüdrukuta       | utan en vacker tjej                           | ilusate tüdrukuteta       | utan vackra tjejer                          |
| 14   | Komitativ  | ilusa tüdrukuga       | med/per en vacker tjej                        | ilusate tüdrukutega       | med/per vackra tjejer                       |
| (15) | Prolativ   | ilusa(tsi) tüdrukutsi | genom/via/för/per/över/med en vacker tjej     | ilusate(tsi) tüdrukutetsi | genom/via/för/per/över/med vackra tjejer    |

Lokativa systemet gör upp till sex eller åtta av dessa fjorton kasus. Det finns ytterligare ett kasus; prolativ (jalgsi "till fots", käsitsi "för hands"), och kan räknas som det femtonde kasuset i estniskan.

### Nominativ
Nominativ betecknar oftast subjektet till ett finit verb eller predikatsfyllnad och ibland även objekt. I sammansättningar kan förleden vara i nominativ, även om genitiv är vanligast.
Exempel:
- Maja on suur : huset är stort
- See on maja : detta är ett hus
- Osta maja! : köp ett hus!
- Katustele : hustak (tak + på/till)

Nominativ singular är grundformen till alla estniska substantiv.
Nominativ plural konstrueras genom att lägga till suffixet till genitiv singular.

### Genitiv
Genitiv kan användas på många sätt, bl.a. som objekt, attributivt för att ange ägande (vid bemärkelse), med postposition och som förled i sammansatta ord.
Exempel:
- Ostsin koera : jag köpte en hund
- Naabri kass : grannens katt
- Lennuki ees : framför flygplanet
- Lennukimootor : flygplansmotor

Genitiv singular är basen för alla kasus i singular, utom nominativ och partitiv, och genitiv singular är även basen för nominativ plural.
Genitiv plural bildas genom att lägga till suffixet -de eller -te till partitiv singular, men även ändelsen -e förekommer {se ovan}.

### Partitiv
Partitiv är mycket vanligt kasus i estniskan, som i finskan. Det används främst som objekt (vissa verb kräver att objektet ska stå i partitiv) och markerar då en process eller pågående handling. De flesta prepositioner och alla räkneord utom üks (ett) styr partitiv: üks raamat - kaks raamatut.
Exempel:
- Näen lennukit : jag ser ett flygplan
- Keset raamatut : mitt i boken/i mitten av boken.

Partitiv singular bildas på flera olika sätt, ett exempel är att ändelsen läggs på genitiv singular: raamat; raamatu → raamatut (bok), lennuk; lennuki → lennukit (flygplan), lind; linnu → lindu → lindu (fågel).
När man lär sig estniska sägs det att partitiv plural är det svåraste i språket.

### Prolativ
Prolativet i estniskan anses av några forskare vara det femtonde kasuset, och som adverbform av andra. Det används mest i fint och ålderdomligt språk men också i några få väldig vanliga ord som beskriver att något används eller skickas genom, av, med, till, för, över, via eller per ([jämför engelskans by]) som direkt översättning, t.ex. meritsi (sjövägen), meilitsi (per e-post).
Exempel:
- Me suhtlesime meilitsi : vi kommunicerade per e-post
- See tuli postitsi : det kom av/med posten
- Ma teen seda käsitsi : jag gör det för hand
- Ma reisin maitsi : jag reser landvägen

Prolativ i estniskan kan antingen få -(i)tsi eller -si och byggs på nominativ singular. Om nominativ slutar på konsonant, tilläggs (gammal) stammvokal som man får från genitiv (ofta är det -i). Ord som slutar på konsonant får -(t)si och de som slutar på vokal får -tsi. Om ordet slutar på dubbelvokal, t.ex. aa så blir denna förkortat och prolativändelsen får -i- före sig, t.ex. maitsi (genom/av/med/till/för/över/via/per land), töitsi (genom/av/med/till/för/över/via/per jobb). Prolativ plural finns inte - eller mer precist, det är inte meningsfullt att skilja mellan singular och plural vid det här kasuset.

### Kasusböjningar
| nominativ  | suvi    | mees    |
| genitiv    | suve    | mehe    |
| partitiv   | suve    | meest   |
| illativ    | suvesse | mehesse |
| inessiv    | suves   | mehes   |
| elativ     | suvest  | mehest  |
| allativ    | suvele  | mehele  |
| adessiv    | suvel   | mehel   |
| ablativ    | suvelt  | mehelt  |
| translativ | suveks  | meheks  |
| terminativ | suveni  | meheni  |
| essiv      | suvena  | mehena  |
| abessiv    | suveta  | meheta  |
| komitativ  | suvega  | mehega  |
| prolativ   | suvitsi | mehetsi |

## Adjektiv
Grunden för de komparativa och superlativa formerna är singular genitiv för ett adjektiv; om ett ord har två stavelser i genitiv eller en vokal följande -ke(se), då försvinner -ke(se) och vokalen ändras till -e. Genitiv och partitiv av komparativ böjs med -a respektive -at.
Adjektiv kan böjas med befintliga ord med hjälp av suffixen som:
- -v (aktiv presens particip, av infinitiv -ma)
- -nud (aktiv perfekt particip, av infinitiv -da)
- -tav (passiv presens particip, av particip -tud)
- -tud (passiv perfekt particip), och -lik, -line, -lane, -ne, -ke, -kas, -jas, -tu.

Antonymer kan bildas genom att lägga till något av prefixen eba- eller mitte- till ett adjektiv. Eba- anses vara det enda prefixet i estniskan eftersom mitte- även kan förekomma som ett separat ord så mitte- + adjektiv kallas för en förening istället för ett derivativ.
Ett alternativ för ett adjektiv som bildas av ett substantiv eller ett verb, kan en antonym oftast konstrueras med suffixen -tu eller -matu.

### Proadjektiv
- numerus (nominativ - genitiv - partitiv, ett styrs av nominativ singular och partitiv singular för alla andra): null - nulli - nulli (noll), üks, ühe, üht (ett), kaks - kahe - kaht (två), kolm - kolme - kolme (3), neli - nelja - nelja (4), viis - viie - viit (5), kuus - kuue - kuut (6), seitse - seitsme - seitset (7), kaheksa - kaheksa - kaheksat (8), üheksa - üheksa - üheksat (9), kümme - kümne - kümmet (10), -teist(kümmend) - -teist(kümne) - -teist(kümmet) (11-19), -kümmend - -kümne - -kümmet (20-90), sada - saja - sadat (100), -sada - -sajat - -sadat (200-900), tuhat - tuhande - tuhandet (1.000-999.000), miljon - miljoni - miljonit (1.000.000-900.000.000), miljard - miljardi - miljardit (1.000.000.000)
- ordnande (nominativ - genitiv - partitiv, första styrs av nominativ singular och partitiv singular för alla andra): esimene - esimese - esimest (första), teine - teise - teist (andra), kolmas - kolmanda - kolmandat (tredje), för övriga siffror lägger man till ändelserna -s, -nda respektive -ndat på genitivet.
- demonstrativa (nominativ - genitiv - partitiv, singular/plural): niisugune - niisuguse - niisugust (denna/detta typ), see - sella - seda / need - nende - neid (denna/detta/dessa, den/det/de där), too - tolle - toda / nood - nonde - noid (den/det/de där)
- interrogativa (nominativ - genitiv - partitiv): missugune - missuguse - missugust (vilken typ/vad), milline - millise - millist (vilket/vilken (av många))
- kvantitiva (nominativ - genitiv - partitiv): mingisugune - mingisuguse - mingisugust (någon/något slags), mõni - mõne - mõnda (några)
- distributiva (nominativ - genitiv - partitiv): mingisugune - mingisuguse - mingisugust (eventuell slags), ükskõik milline - ükskõik millise - ükskõik millist (någon/något), kõik - kõige - kõike (alla slags)
- totalitetsbetecknande (nominativ - genitiv - partitiv): iga - iga - iga (varje, all/allt)

| Deklinationer för adjektiven | Deklinationer för adjektiven | Deklinationer för adjektiven | Deklinationer för adjektiven | Deklinationer för adjektiven | Deklinationer för adjektiven | Deklinationer för adjektiven | Deklinationer för adjektiven | Deklinationer för adjektiven | Deklinationer för adjektiven | Deklinationer för adjektiven | Deklinationer för adjektiven | Deklinationer för adjektiven | Deklinationer för adjektiven | Deklinationer för adjektiven | Deklinationer för adjektiven |
|                              | Kasus                        | Kasus                        | Kasus                        | Kasus                        | Kasus                        | Kasus                        | Kasus                        | Kasus                        | Kasus                        | Kasus                        | Kasus                        | Kasus                        | Kasus                        | Kasus                        | Kasus                        |
|                              | Nominativ                    | Genitiv                      | Partitiv                     | Illativ                      | Inessiv                      | Elativ                       | Allativ                      | Adessiv                      | Ablativ                      | Translativ                   | Terminativ                   | Essiv                        | Abessiv                      | Komitativ                    | Prolativ                     |
| ---------------------------- | ---------------------------- | ---------------------------- | ---------------------------- | ---------------------------- | ---------------------------- | ---------------------------- | ---------------------------- | ---------------------------- | ---------------------------- | ---------------------------- | ---------------------------- | ---------------------------- | ---------------------------- | ---------------------------- | ---------------------------- |
| Singular                     | -                            | -                            | -                            | -sse                         | -s                           | -st                          | -le                          | -l                           | -lt                          | -ks                          | -                            | -                            | -                            | -                            | -(tsi)                       |
| Plural                       | -d                           | -de / -te                    | -id / -sid / -e / -i / -u    | -sse                         | -s                           | -st                          | -le                          | -l                           | -lt                          | -ks                          | -                            | -                            | -                            | -                            | -(tsi)                       |

| Komparation av adjektiv | Komparation av adjektiv |
|                         | Type                    |
| Grad                    | Allmän                  |
| ----------------------- | ----------------------- |
| Positiv                 | -                       |
| Komparativ              | -m                      |
| Superlativ              | -im / kõige -m          |

## Adpositioner
Följande lista är inte fullständig:
Postpositioner:
- med genitiv och deklination (illativ/allativ - inessiv/adessiv - elativ/ablativ): alla - all - allt (under), ette - ees - eest (framför), juurde - juures - juurest (vid), järele - järel - järelt (efter), keskele - keskel - keskelt (i mitten av), kohale - kohal - kohalt (ovan), kõrvale - kõrval - kõrvalt (bredvid), kätte - käes - käest (i), lähedale - lähedal - lähedalt (nära), peale - peal - pealt (på), sisse - sees - seest (inuti), taha - taga - tagant (bakom), vahele - vahel - vahelt (mellan), äärde - ääres - äärest (genom/längs)
- med genitiv och utan deklination: eest/jaoks (för), järgi (enligt), kaudu (via), kohta (om), pärast (på grund av/efter), vastas (gentemot), vastu (emot), üle (över), ümber (runt)
- med partitiv: mööda (längs)
- med elativ: alla (nedåt), läbi (igenom), peale/saadik (sedan)

Prepositioner:
- med genitiv: läbi (igenom), peale (förutom), üli (över), ümber (runt)
- med partitiv: alla (nedåt), enne (före), kesk/keset (mitt i), mööda (längs), piki (vid sidan av), pärast (efter), vastu (emot)
- med terminativ: kuni (tills)
- med abessiv: ilma (utan)
- med komitativ: koos/ühes (tillsammans med)

## Verb
Ändelserna av estniskans verb är:
- indikativ första person singular aktivum i positiv presens (genom att tappa -n): indikativ presens aktivum, konditionalis presens aktivum, imperfekt andra person singular presens aktivum,
- infinitiv -ma (genom att tappa -ma, om stammen slutar på konsonant så sätts ett extra -i- i tredje person singular imperfekt in eller så sätts ett extra -e- in i nominativ av particip, konsonanten är fördubblad efter kort vokal om den var lång; om stammen sluter med -e samtidigt som dubbelstavelser eller om ordet slutar med lång vokal så är -s kvar i alla numerus och personer, ei blir i, lång vokal blir kort och o, ö blir õ): indikativ aktivum positiv imperfekt, citeritiv presens aktivum,
- infinitiv -da (genom att tappa -da / -ta / -a; långt finalt l, rblir kort, i talspråk blir -und till -nd): indikativ aktivum negativ imperfekt, indikativ aktivum pluskvamperfekt, imperativ presens aktivum utom andra person singular och perfekt aktivum,
- perfekt particip passivum (genom att tappa -tud): passivum.

Infinitiv -ma och infinitiv -da är inte förutsägbara och måste läras för hand. Presens och particip -tud avleda från infinitiv på grund av gradering.
Infinitiv -ma används efter verb i rörelse och efter particip. Det kan avta: -ma (illativ), -mas (inessiv), -mast (elativ), -maks (translativ), -mata (abessiv).
Infinitiv -da används efter verb av känslor, efter opersonliga uttryck, efter et () och som ett subjekt. Det kan avta: -des (inessiv).
Verbhärledning: -ta (transitiv/passiv), -u-/-i- (reflexiv), -el-/-le- (reciprok), -ne- (translativ), -ata- (memontativ), -el-/-skle- (frekventativ), -tse- (kontinuerligt).
Emfas: verb + -gi (efter en tonande konsonant eller en vokal) / -ki (efter en tonlös konsonant), verb + küll (positiv), verb + mitte (negativ).
| Böjningar av verbet | Böjningar av verbet | Böjningar av verbet | Böjningar av verbet | Böjningar av verbet | Böjningar av verbet | Böjningar av verbet | Böjningar av verbet | Böjningar av verbet | Böjningar av verbet | Böjningar av verbet | Böjningar av verbet |
|                     |                     |                     |                     | Tempus              | Tempus              | Tempus              | Tempus              | Tempus              | Tempus              | Tempus              | Tempus              |
| Presens             | Presens             | Preteritum          | Preteritum          | Perfekt             | Perfekt             | Pluskvamperfekt     | Pluskvamperfekt     |                     |                     |                     |                     |
| Verb                | Diates              | Nummerus            | Person              | Affirmativ          | Negativ             | Affirmativ          | Negativ             | Affirmativ          | Negativ             | Affirmativ          | Negativ             |
| ------------------- | ------------------- | ------------------- | ------------------- | ------------------- | ------------------- | ------------------- | ------------------- | ------------------- | ------------------- | ------------------- | ------------------- |
| Indikativ           |                     |                     |                     |                     |                     |                     |                     |                     |                     |                     |                     |
| Aktiv               |                     |                     |                     |                     |                     |                     |                     |                     |                     |                     |                     |
| Singular            | Första              | -n                  | ei -                | -sin                | ei -nud             | olen -nud           | ei ole -nud         | olin -nud           | ei olnud -nud       |                     |                     |
| Singular            | Andra               | -d                  | ei -                | -sid                | ei -nud             | oled -nud           | ei ole -nud         | olid -nud           | ei olnud -nud       |                     |                     |
| Singular            | Tredje              | -b                  | ei -                | -s                  | ei -nud             | on -nud             | ei ole -nud         | oli -nud            | ei olnud -nud       |                     |                     |
| Plural              | Första              | -me                 | ei -                | -sime               | ei -nud             | oleme -nud          | ei ole -nud         | olime -nud          | ei olnud -nud       |                     |                     |
| Plural              | Andra               | -te                 | ei -                | -site               | ei -nud             | olete -nud          | ei ole -nud         | olite -nud          | ei olnud -nud       |                     |                     |
| Plural              | Tredje              | -vad                | ei -                | -sid                | ei -nud             | on -nud             | ei ole -nud         | olid -nud           | ei olnud -nud       |                     |                     |
| Passiv              | /                   | /                   | -takse              | ei -ta              | -ti                 | ei -tud             | on -tud             | ei ole -tud         | oli -tud            | ei olnud -tud       |                     |
| Konditionalis       |                     |                     |                     |                     |                     |                     |                     |                     |                     |                     |                     |
| Aktiv               |                     |                     |                     |                     |                     |                     |                     |                     |                     |                     |                     |
| Singular            | Första              | -ksin               | ei -ks              | /                   | /                   | oleksin -nud        | ei oleks -nud       | /                   | /                   |                     |                     |
| Singular            | Andra               | -ksid               | ei -ks              | /                   | /                   | oleksid -nud        | ei oleks -nud       | /                   | /                   |                     |                     |
| Singular            | Tredje              | -ks                 | ei -ks              | /                   | /                   | oleks -nud          | ei oleks -nud       | /                   | /                   |                     |                     |
| Plural              | Första              | -ksime              | ei -ks              | /                   | /                   | oleksime -nud       | ei oleks -nud       | /                   | /                   |                     |                     |
| Plural              | Andra               | -ksite              | ei -ks              | /                   | /                   | oleksite -nud       | ei oleks -nud       | /                   | /                   |                     |                     |
| Plural              | Tredje              | -ksid               | ei -ks              | /                   | /                   | oleksid -nud        | ei oleks -nud       | /                   | /                   |                     |                     |
| Passiv              | /                   | /                   | -taks               | /                   | /                   | ei -taks            | oleks -tud          | /                   | /                   | ei oleks -tud       |                     |
| Imperativ           |                     |                     |                     |                     |                     |                     |                     |                     |                     |                     |                     |
| Aktiv               |                     |                     |                     |                     |                     |                     |                     |                     |                     |                     |                     |
| Singular            | Första              | /                   | /                   | /                   | /                   | /                   | /                   | /                   | /                   |                     |                     |
| Singular            | Andra               | -                   | ära -               | /                   | /                   | /                   | /                   | /                   | /                   |                     |                     |
| Singular            | Tredje              | -gu                 | ärgu -gu            | /                   | /                   | olgu -nud           | ärgu olgu -nud      | /                   | /                   |                     |                     |
| Plural              | Första              | -gem                | ärgem -gem          | /                   | /                   | /                   | /                   | /                   | /                   |                     |                     |
| Plural              | Andra               | -ge                 | ärge -ge            | /                   | /                   | /                   | /                   | /                   | /                   |                     |                     |
| Plural              | Tredje              | -gu                 | ärgu -gu            | /                   | /                   | olgu -nud           | ärgu olgu -nud      | /                   | /                   |                     |                     |
| Passiv              | /                   | /                   | -tagu               | /                   | /                   | ärgu -tagu          | olgu -tud           | /                   | /                   | ärgu olgu -tud      |                     |
| Citerativ           |                     |                     |                     |                     |                     |                     |                     |                     |                     |                     |                     |
| Aktiv               |                     |                     |                     |                     |                     |                     |                     |                     |                     |                     |                     |
| Singular            | Första              | -vat                | ei -vat             | /                   | /                   | olevat -nud         | ei olevat -nud      | /                   | /                   |                     |                     |
| Singular            | Andra               | -vat                | ei -vat             | /                   | /                   | olevat -nud         | ei olevat -nud      | /                   | /                   |                     |                     |
| Singular            | Tredje              | -vat                | ei -vat             | /                   | /                   | olevat -nud         | ei olevat -nud      | /                   | /                   |                     |                     |
| Plural              | Första              | -vat                | ei -vat             | /                   | /                   | olevat -nud         | ei olevat -nud      | /                   | /                   |                     |                     |
| Plural              | Andra               | -vat                | ei -vat             | /                   | /                   | olevat -nud         | ei olevat -nud      | /                   | /                   |                     |                     |
| Plural              | Tredje              | -vat                | ei -vat             | /                   | /                   | olevat -nud         | ei olevat -nud      | /                   | /                   |                     |                     |
| Passiv              | /                   | /                   | -tavat              | /                   | /                   | ei -tavat           | olevat -tud         | /                   | /                   | ei olevat -tud      |                     |

## Adverb
Flekterande ändelser som räknas upp nedan bildas från:
- singular genitiv av ett adjektiv (-sti, -ti, -ldi, -li, -kesi),
- singular ablativ av ett adjektiv (-lt; vissa är deklinerade i allativ, adessiv, ablativ).

Vissa adverb är speciella ord - original eller rudimentära former av instruktiva forntida fall.

### Proadverb
- demonstrativa (illativ/allativ - inessiv/adessiv - elativ/ablativ): siia - siin - siit (här), siina - seal - sealt (där), nüüd (nu), siis (sedan), seega (sålunda/således), seepärast (därför)
- interrogativa (illativ/allativ - inessiv/adessiv - elativ/ablativ): kuhu - kus - kust (var), millal (när), kuidas (hur), miks (varför)
- kvantitiva (illativ/allativ - inessiv/adessiv - elativ/ablativ): kuhugi - kuskil - kuskilt (någonstans), kunagi (någon gång), kuidagi (på något sätt)
- distributiva (illativ/allativ - inessiv/adessiv - elativ/ablativ): ükskõik kuhu - ükskõik kus - ükskõik kust (var som helst), ükskõik millal (när som helst), igatahes (hur som helst), igale poole - igal pool - igalt poolt (överallt/allestädes)
- totalitetsbetecknande (illativ/allativ - inessiv/adessiv - elativ/ablativ): alati (alltid)

| Comparison of adverbs | Comparison of adverbs | Comparison of adverbs |
|                       | Type                  | Type                  |
| Böjning               | Genitiv               | Ablativ               |
| --------------------- | --------------------- | --------------------- |
| Positiv               | -                     | -lt                   |
| Komparativ            | -mini                 | -malt                 |
| Superlativ            | kõige -mini           | kõige -malt           |